# Outlook (Montana)
Outlook – miasto w Stanach Zjednoczonych, w stanie Montana, w hrabstwie Sheridan.